# Akira Takeuchi
Akira Takeuchi (竹内 彬, Takeuchi Akira) est un footballeur japonais né le 18 juin 1983 à Yokohama. Il évolue au poste de défenseur.

## Biographie
Akira Takeuchi commence sa carrière professionnelle au Nagoya Grampus. En 2011, il est prêté, puis transféré, au JEF United Ichihara Chiba, club de J-League 2.
Akira Takeuchi est demi-finaliste de la Ligue des champions de l'AFC en 2009 avec le Nagoya Grampus.

## Palmarès
- Champion du Japon en 2010 avec le Nagoya Grampus
- Finaliste de la Coupe du Japon en 2009 avec le Nagoya Grampus